# 캐딜락 에스컬레이드
캐딜락 에스컬레이드(Cadillac Escalade)는 GM 산하 브랜드인 캐딜락의 보디 온 프레임 타입 대형 스포츠 유틸리티 자동차(SUV)로, 1998년에 출시했다. 경쟁 차종은 링컨 내비게이터와 지프 왜고니어 등이 있다. 야구 선수 추신수와 축구 선수 웨인 루니의 차로 유명하며, 웨인 루니가 2004년에 에스컬레이드를 몰고 맨체스터 유나이티드 FC의 연습장으로 가다가 23톤 트럭과 충돌 사고가 났는데도 아무런 부상이 없을 정도로 튼튼한 차로 알려져 있다. 택시로 운행되고 있기도 하며, 택시 표시가 없는 영업용 차로 모범택시보다 한 단계 위의 고급택시로 주로 사용한다. 또한 대한민국 수입차 시장에서 판매하는 미국차들 중에서는 지프 그랜드 체로키 4xe와 더불어 보기 드물게 억대 가격으로 판매하는 차종 중 하나다.
풀 사이즈급 픽업 트럭인 쉐보레 실버라도 및 GMC 시에라의 플랫폼을 이용하며, 쉐보레 타호(숏보디)/서버번(롱보디), GMC 유콘(숏보디)/유콘 XL(롱보디)과 플랫폼을 공용한다.
숏보디(ESC)와 롱보디(ESV)형이 있다. 대한민국에는 2세대부터 ESC만 캐딜락코리아가 정식 수입해서 판매해 왔으며, ESV는 병행수입으로 들어오다가 5세대부터 캐딜락코리아를 통해 2022년에 정식 출시했다.

## 1세대 (1998~2000)

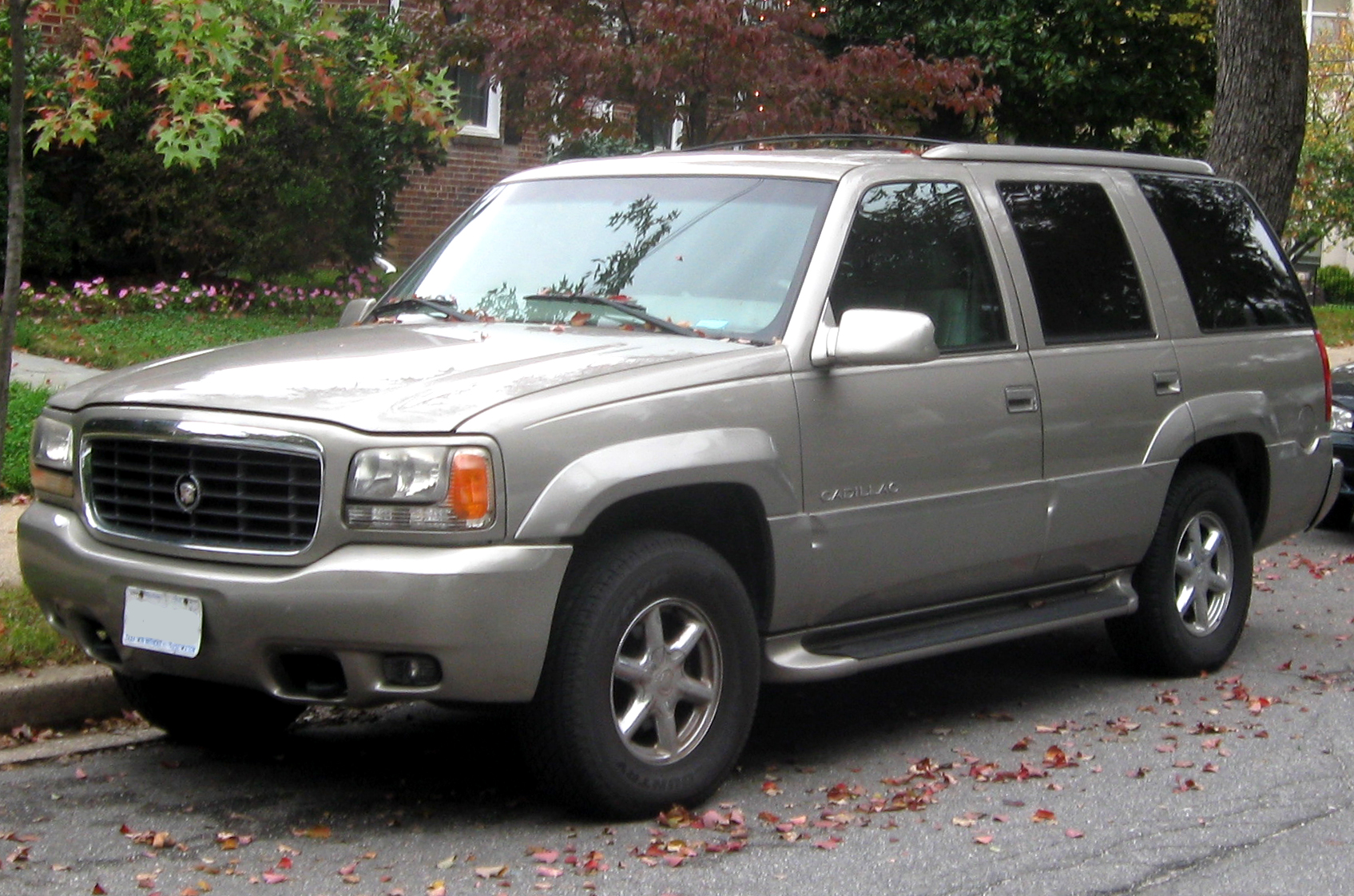
캐딜락 에스컬레이드 (1세대) 정측면

GM 산하 SUV 및 트럭 브랜드인 GMC 유콘의 최고급형 트림인 유콘 드날리를 기반으로 캐딜락 엠블렘을 붙여 판매했으나, 유콘과 차이를 두지 못해 별다른 인기를 얻지 못하고 2000년에 단종되었다. V8 5.7리터 가솔린 엔진이 장착됐다.

## 2세대 (2001~2006)

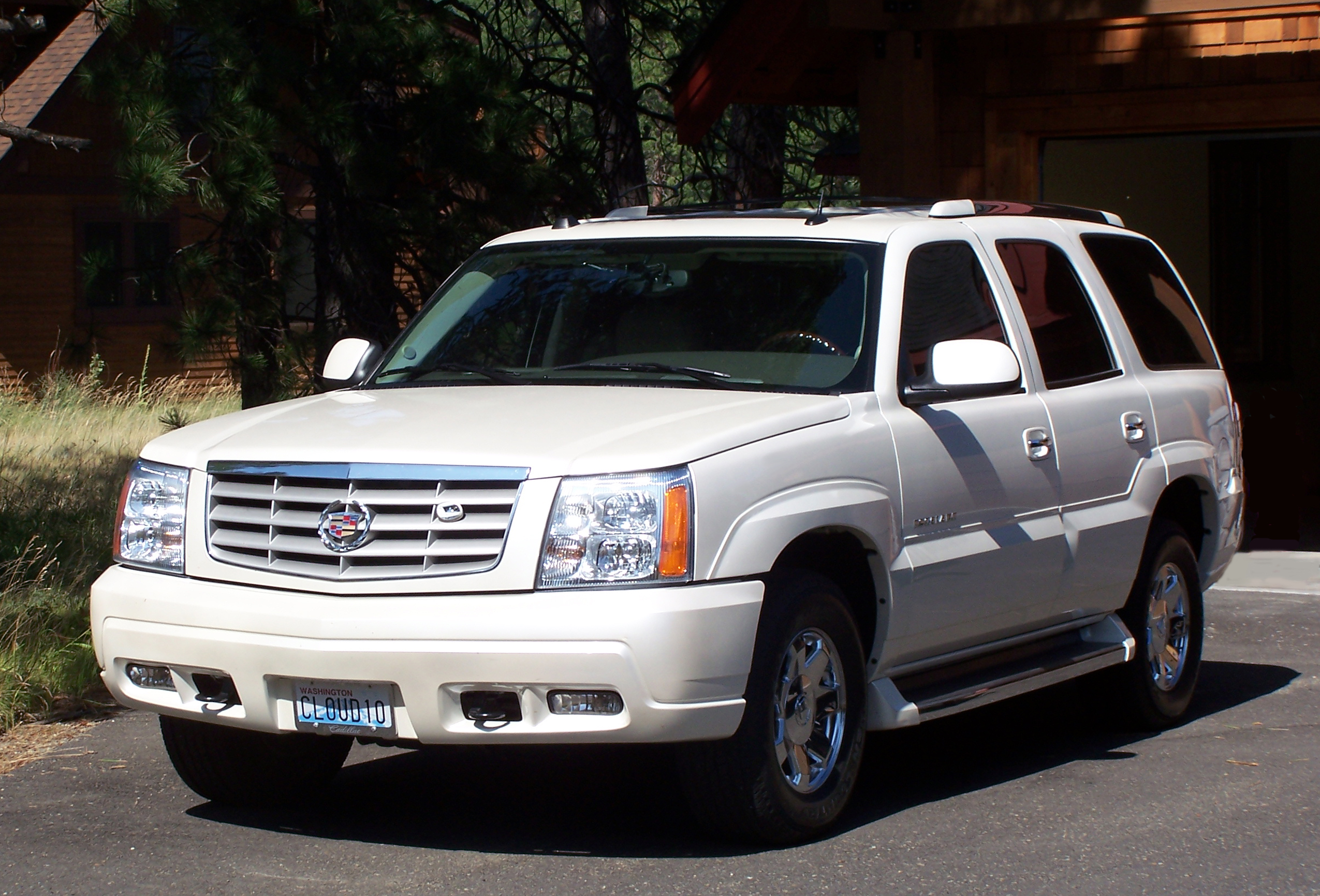
캐딜락 에스컬레이드 ESC (2세대) 정측면

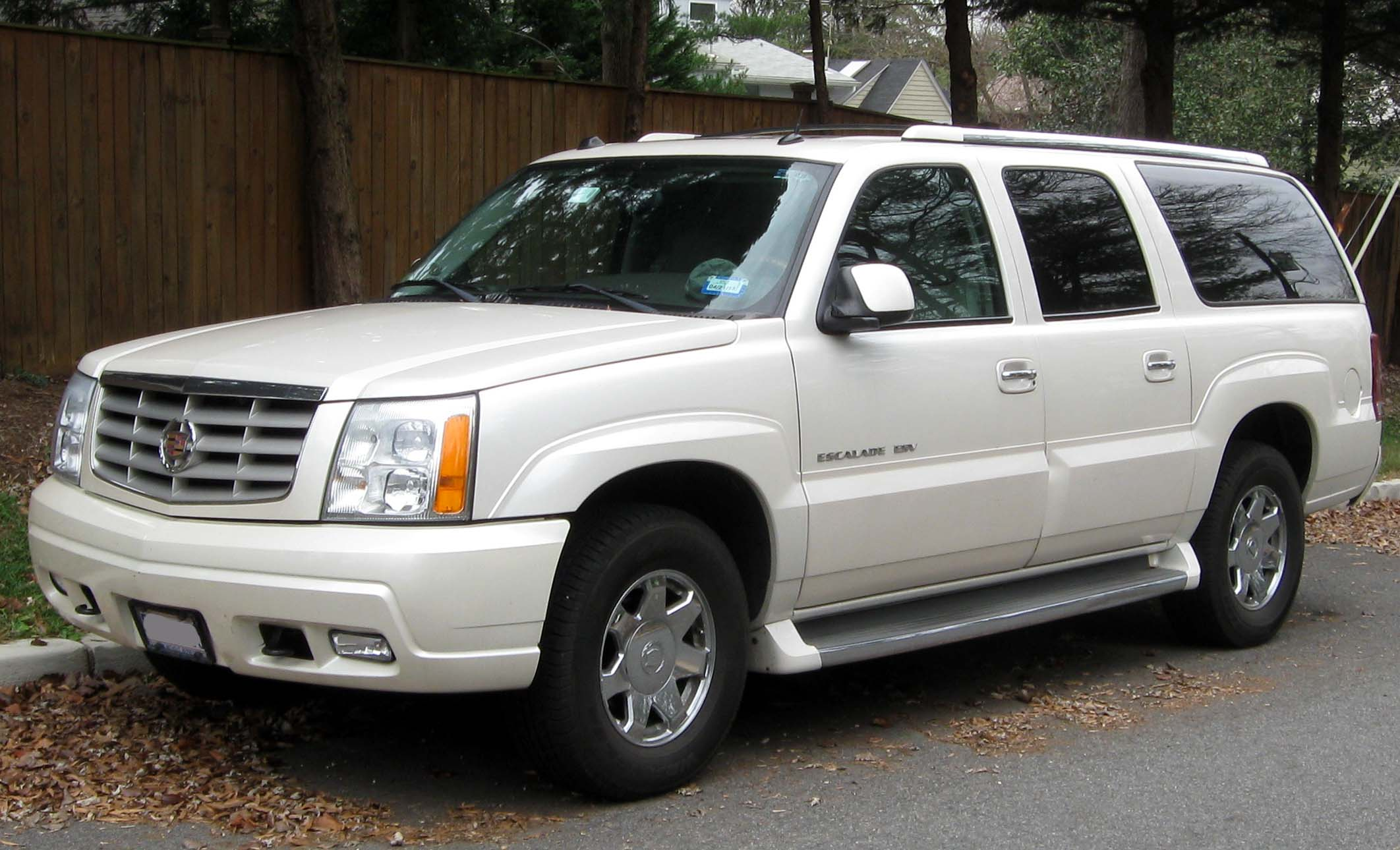
캐딜락 에스컬레이드 ESV (2세대) 정측면

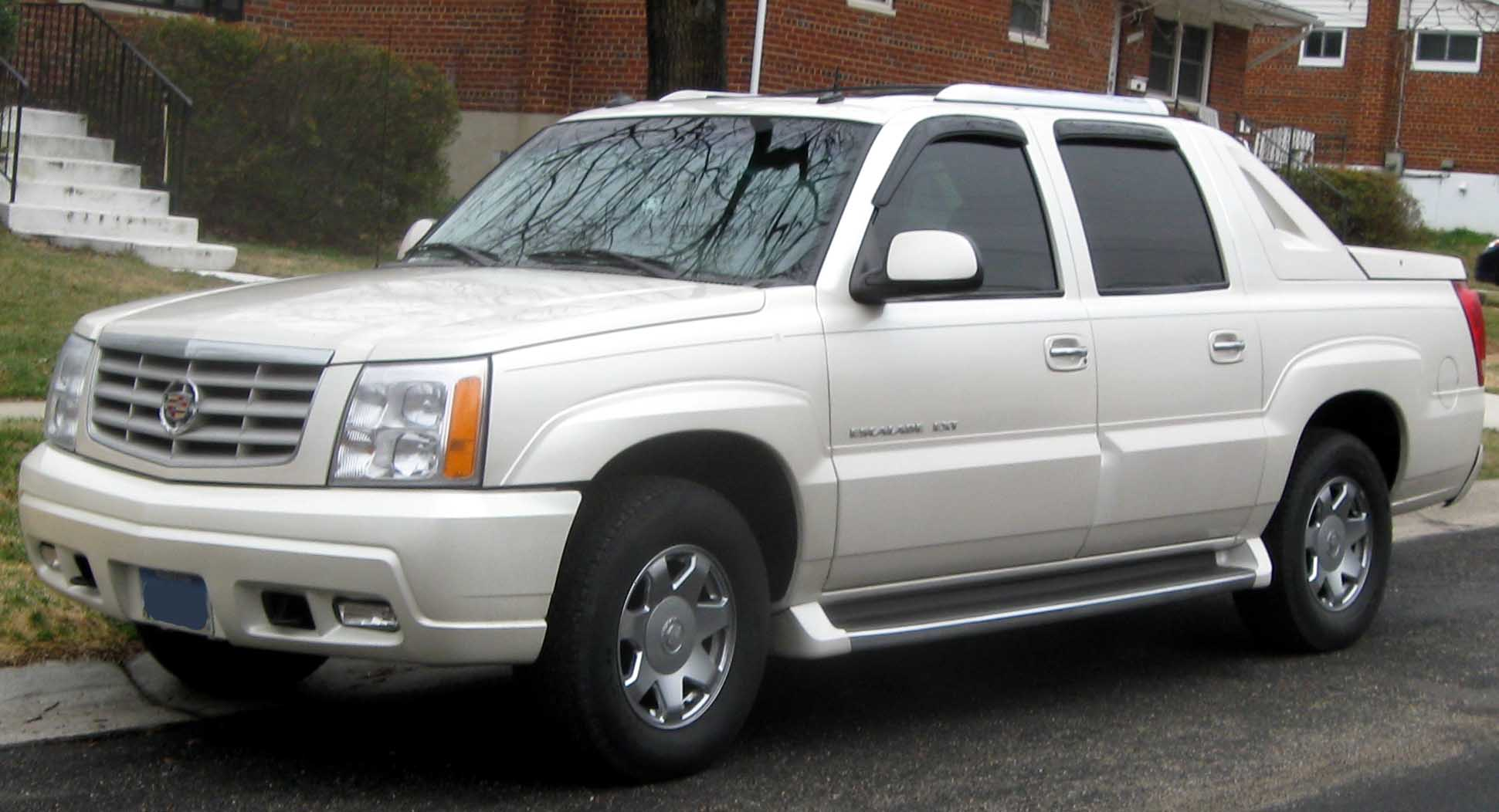
캐딜락 에스컬레이드 EXT (2세대) 정측면

본격적인 에스컬레이드의 시작점으로, 1세대가 출시된지 2년 만에 조기 풀 모델 체인지를 단행하여 2002년에 2세대 에스컬레이드가 출시되었다. 동시에 픽업 트럭(EXT)이 추가되었다. 345마력 볼텍 V8 6.0리터 가솔린 엔진이 장착되었다.
2004년부터 2세대 모델이 대한민국에 정식 판매를 시작했으며, ESC형만 정식으로 들어왔다. 장축형인 ESV와 픽업 트럭 버전인 EXT는 공식 수입되지 않고, 병행수입으로 들어왔다.

## 3세대 (2006~2013)

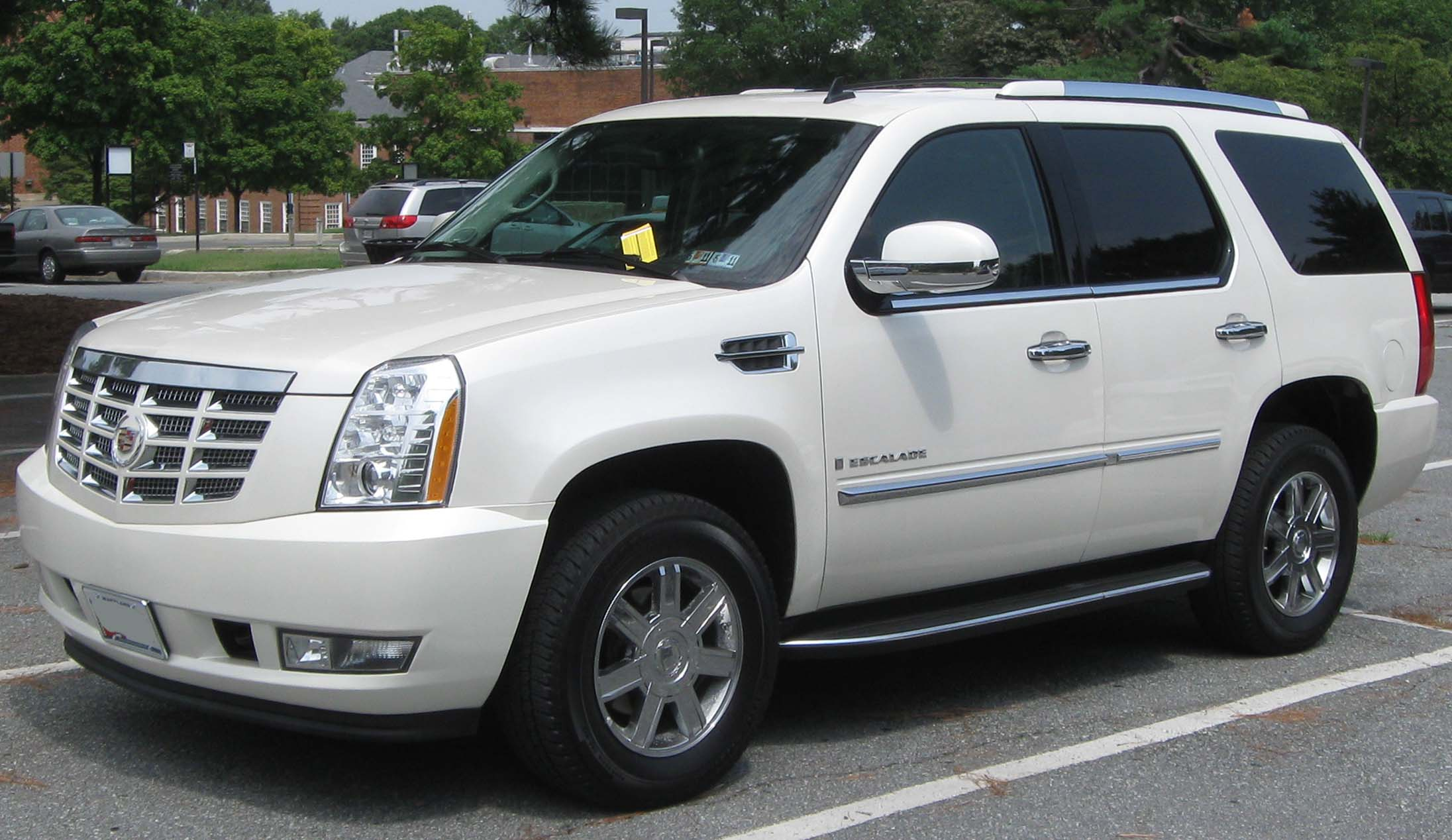
캐딜락 에스컬레이드 ESC (3세대) 정측면

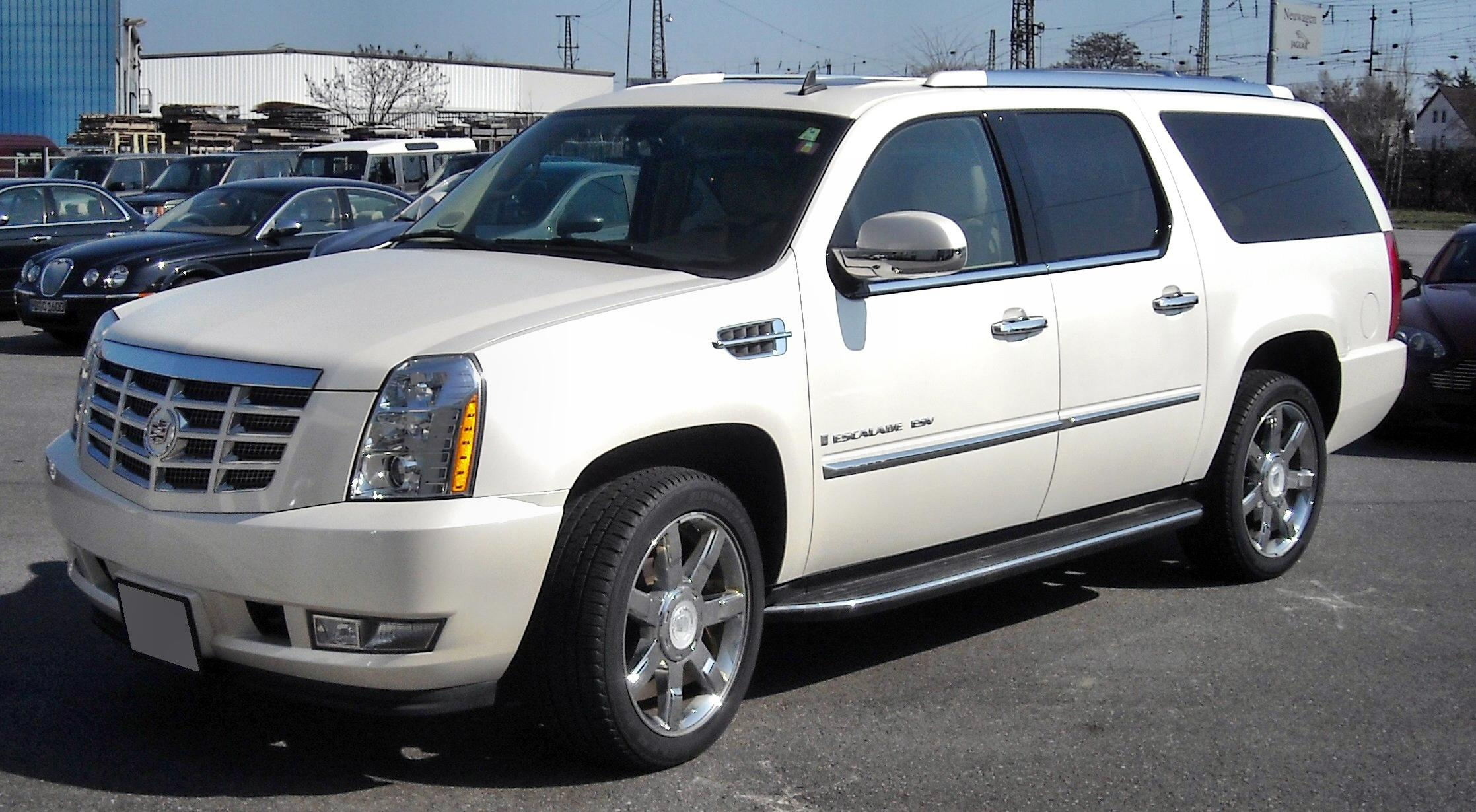
캐딜락 에스컬레이드 ESV (3세대) 정측면

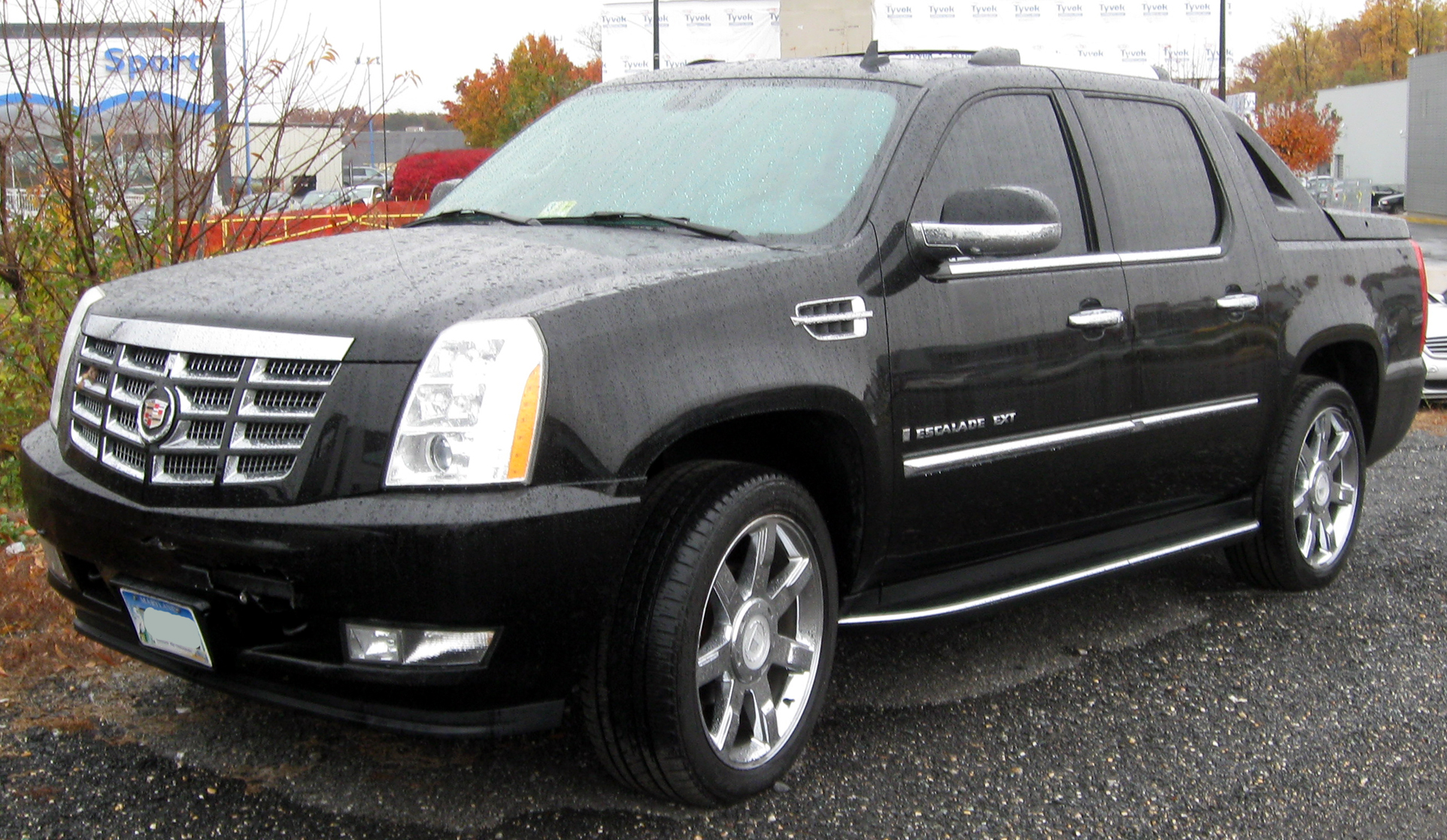
캐딜락 에스컬레이드 EXT (3세대) 정측면

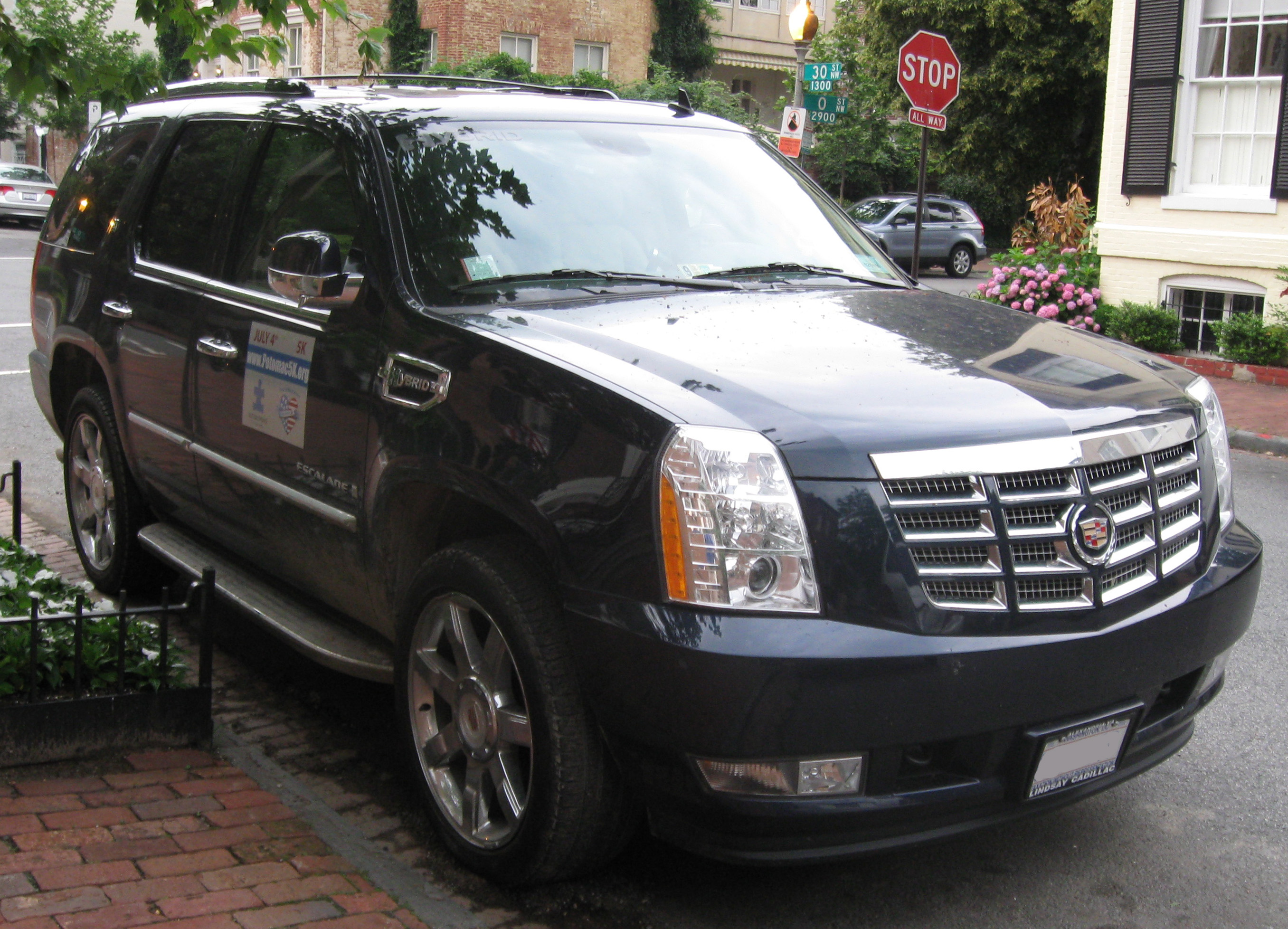
캐딜락 에스컬레이드 ESC (3세대) 하이브리드 정측면

2007년에 3세대 에스컬레이드가 출시되어 2014년까지 생산되었다. 픽업 트럭 모델인 EXT는 3세대까지 생산되었으며, 2013년 12월에 쉐보레 아발란체와 함께 단종되었다. 403마력 V8 6.2리터 OHV 가솔린 엔진이 달렸다.

## 4세대 (2013~2020)

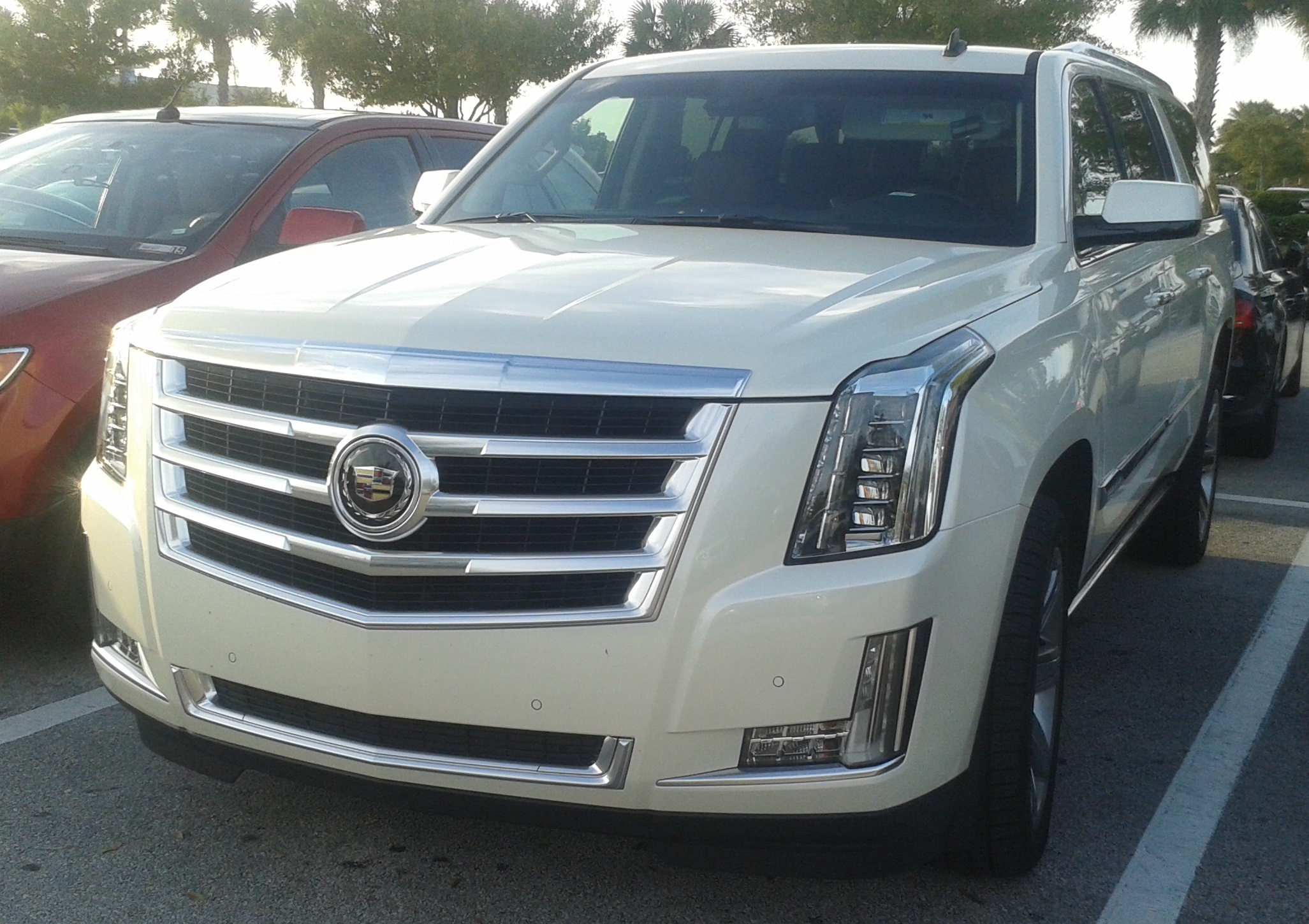
캐딜락 에스컬레이드 ESV (4세대 전기형) 정측면

2014년에 롱바디인 ESV와 숏바디인 ESC 두 가지 버전이 출시되었다. 다양한 캐딜락만의 첨단 기술이 집약되었고 진보된 디자인으로 이전 세대를 압도하였다. 실내/외 디자인은 더욱 아름답게 발전되었고, 특유의 6단 컬럼식 자동변속기는 그대로 유지되었다. HUD, 자동주차보조시스템 등이 적용되어 있다. 2016년에 부분 변경을 단행하여 월계수를 없앤 신형 캐딜락 로고를 적용하고, 8단 자동변속기로 교체하였다. 2018년에는 10단 자동변속기로 한 번 더 바뀌었다. V8 6.2리터 OHV 가솔린 엔진은 403마력에서 426마력으로 올렸다.
4세대는 대한민국 출시가 다소 늦었는데, 2015년 서울 모터쇼에서 첫 전시를 한 후에도 런칭하지 않다가 2017년 5월부터 판매에 들어갔다.

## 5세대 (2020~현재)

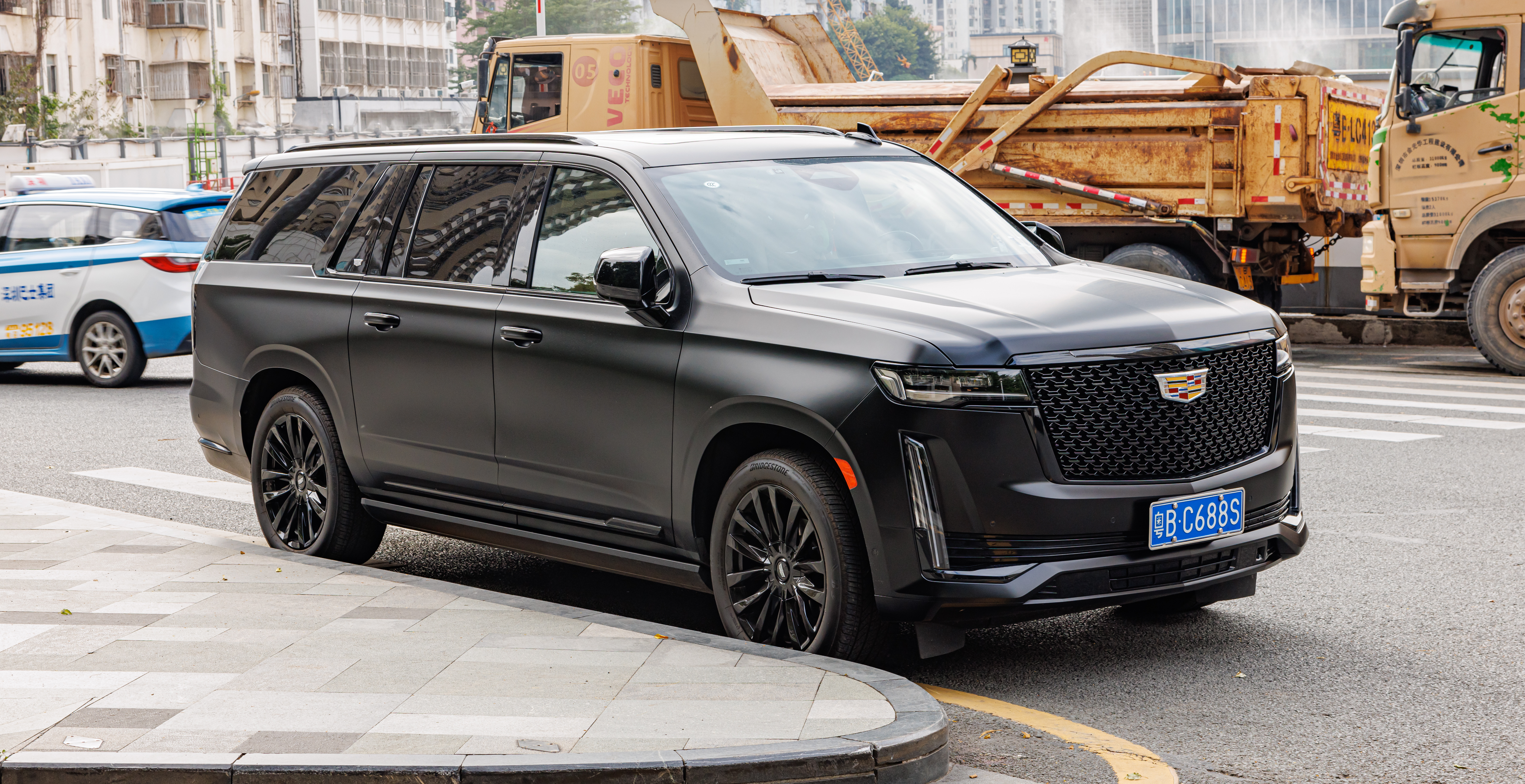
캐딜락 에스컬레이드 ESV (5세대) 정측면

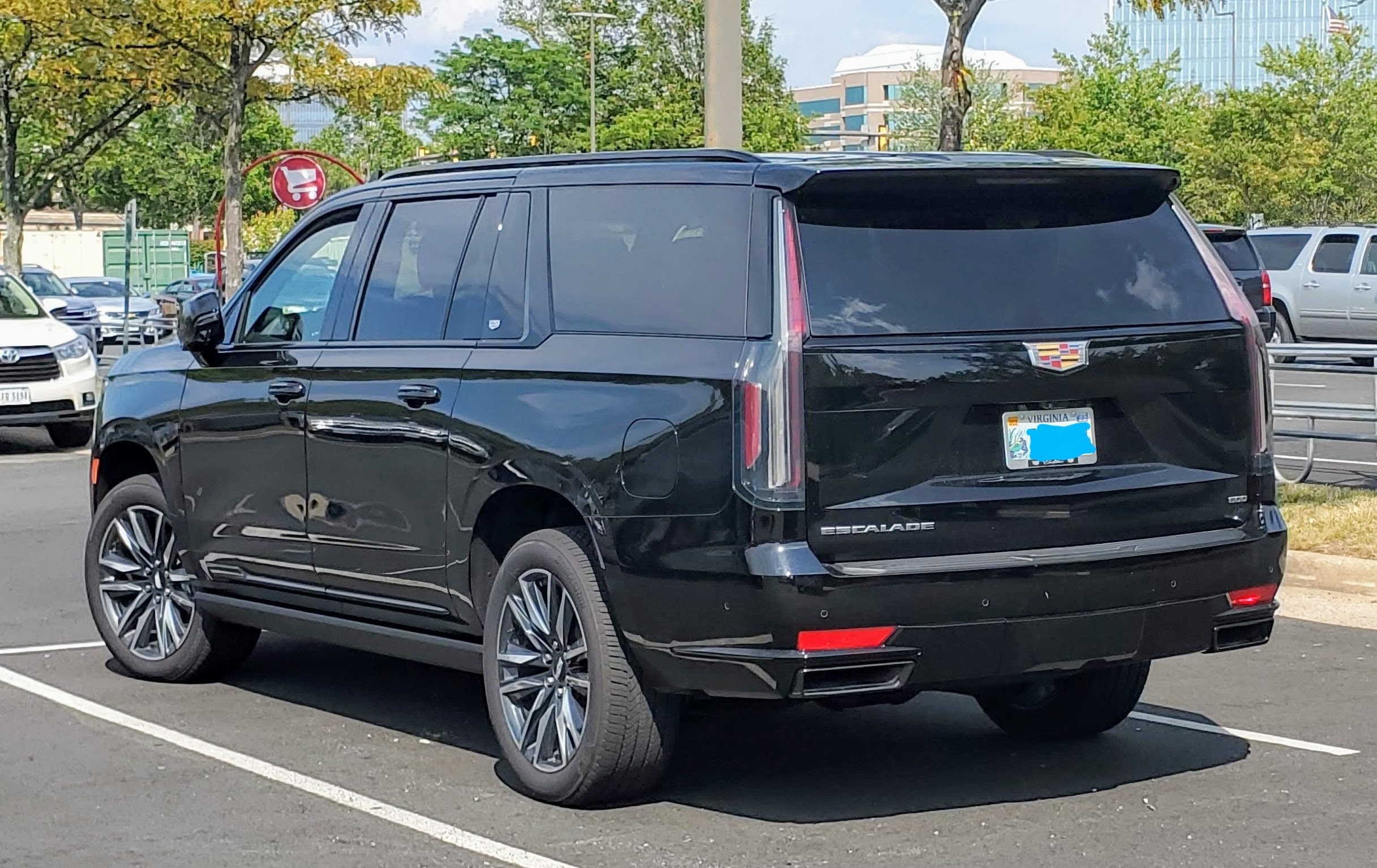
캐딜락 에스컬레이드 ESV (5세대) 후측면

2020년 2월 5일에 공개되었다. 10단 자동변속기는 4세대까지 적용되어 왔던 컬럼식을 버리고, 조이스틱 모양의 플로어체인지 타입 전자식 기어레버로 교체했다. 역대 에스컬레이드 최초로 독립식 멀티링크 서스펜션으로 변경하고, 에어 서스펜션을 적용했다. 자동차 최초로 LG디스플레이의 32인치 OLED 디스플레이가 적용되었으며, AKG 스튜디오 리퍼런스 오디오, 증강현실 내비게이션, 운전 보조 슈퍼크루즈 기능이 대거 탑재되었다. 426마력 V8 6.2리터 OHV 가솔린 엔진 외에 3.0리터 커먼레일 디젤 터보 엔진도 추가되었으나, 대한민국에는 미국의 디젤 엔진 배출가스 규정이 맞지 않아 426마력 V8 6.2리터 OHV 가솔린 엔진만 들어온다. V8 6.2리터 OHV 가솔린 엔진은 쉐보레 타호, GMC 시에라도 공용한다.
2022년에는 미국 현지에서 CT5-V의 682마력 V8 6.2리터 OHV 가솔린 슈퍼차저 엔진이 장착된 에스컬레이드 V가 출시됐다. ESC와 ESV 모두 V 버전이 나온다.
5세대부터 ESV도 캐딜락코리아를 통해 정식으로 수입해서 판매하기로 했다. ESC는 2021년 6월 10일에 출시했으며, ESV는 2022년 2월 22일에 추가했다. 동년 7월 5일에는 스포츠 드레스업 버전인 에스컬레이드 스포츠도 추가됐다.
2025년에 페이스리프트를 단행했다. 기존 426마력 V8 6.2리터 가솔린 엔진은 바뀌지 않았고, 디젤 모델은 단종됐다. 자동변속기는 컬럼식으로 돌아왔으며, 짧은 바 타입의 전자식 시프트 레버가 적용된다. 실내에서는 앞좌석 디스플레이의 모양이 변경됐다. 휠은 기존 22인치 외에 24인치가 추가됐다. 대한민국에는 2025년 4월 16일에 페이스리프트 모델을 출시했으며, 24인치 휠을 적용했다.
V8 6.2 OHV 가솔린의 대한민국 복합연비는 초기형의 경우ESC 7km/L, ESV 6.5km/L이었으며, 페이스리프트 모델은 ESC 6.5km/L, ESV 5.9km/L로 하락했다.